# بطولة تونس لكرة السلة للرجال 1999–00
بطولة تونس لكرة السلة للرجال 1999–00 هو الموسم رقم 45 من بطولة تونس لكرة السلة للرجال.

فاز بهذا الموسم الاتحاد الرياضي المنستيري.

## روابط خارجية
- الموقع الرسمي للجامعة التونسية لكرة السلة.